# Park Cammeret
Park Cammeret (hebr. פארק צמרת) – osiedle mieszkaniowe w Tel Awiwie, znajdujące się na terenie Dzielnicy Czwartej.

## Położenie

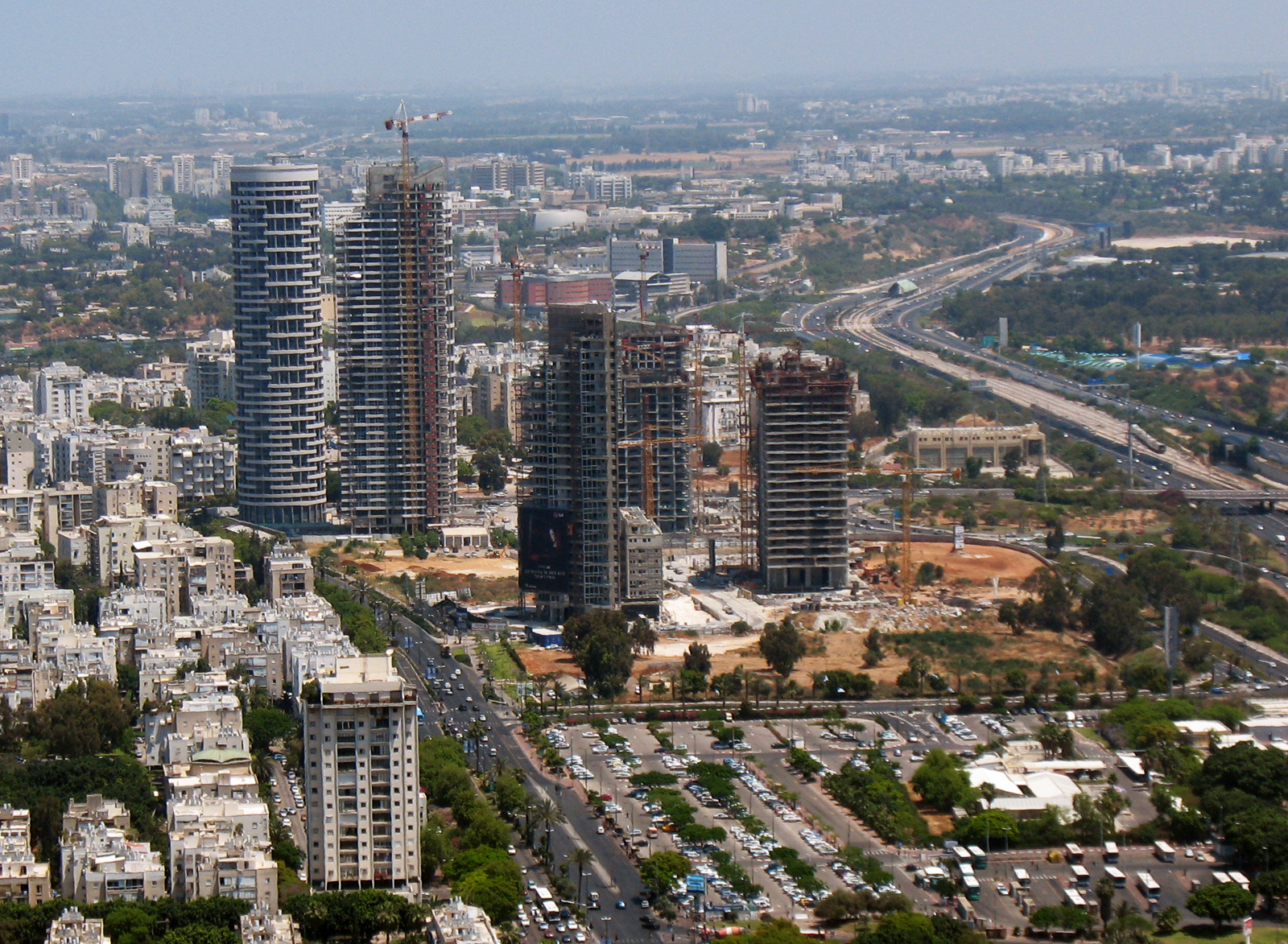
Budowa osiedla Park Cammeret

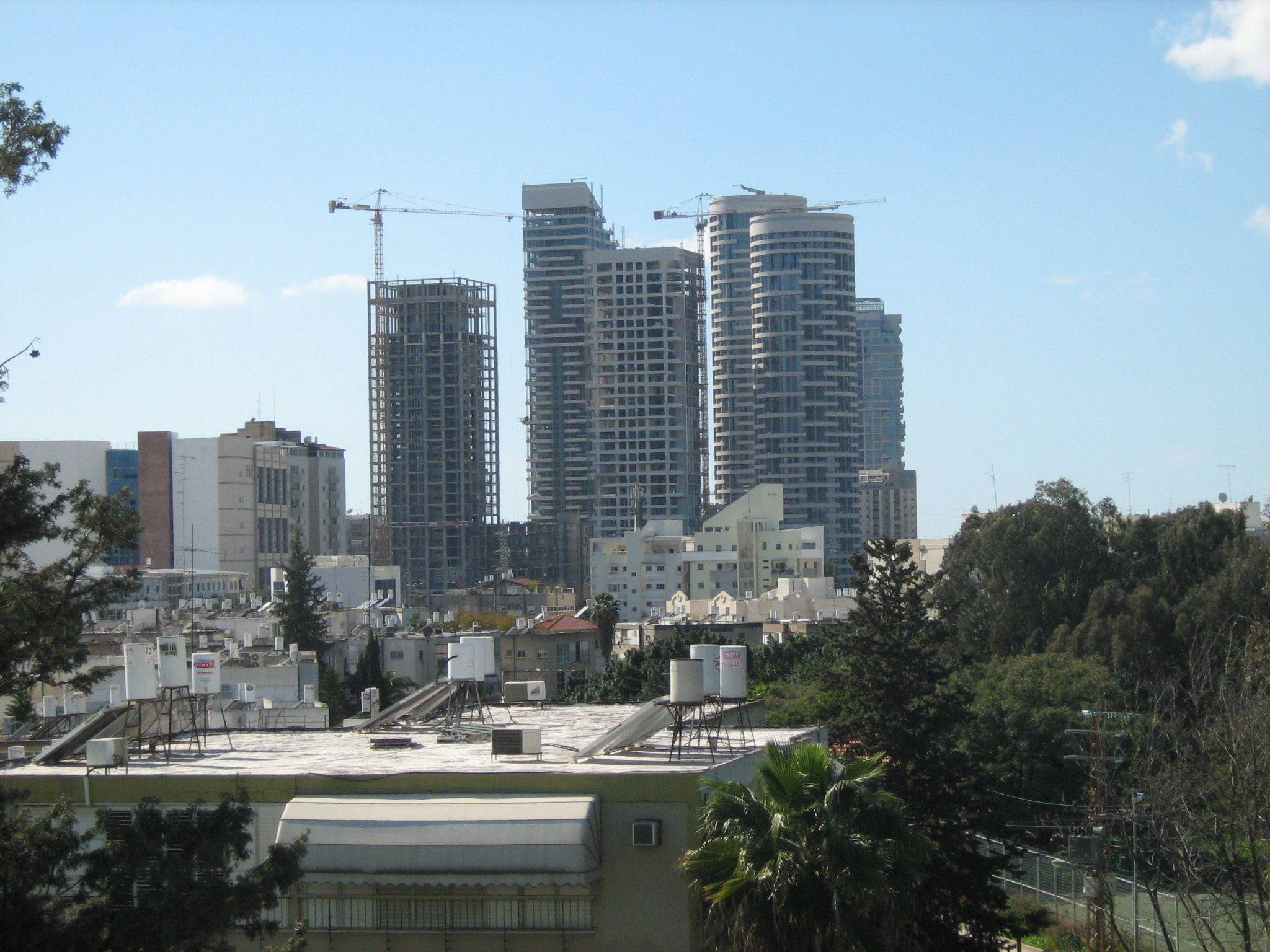
Budowa osiedla Park Cammeret

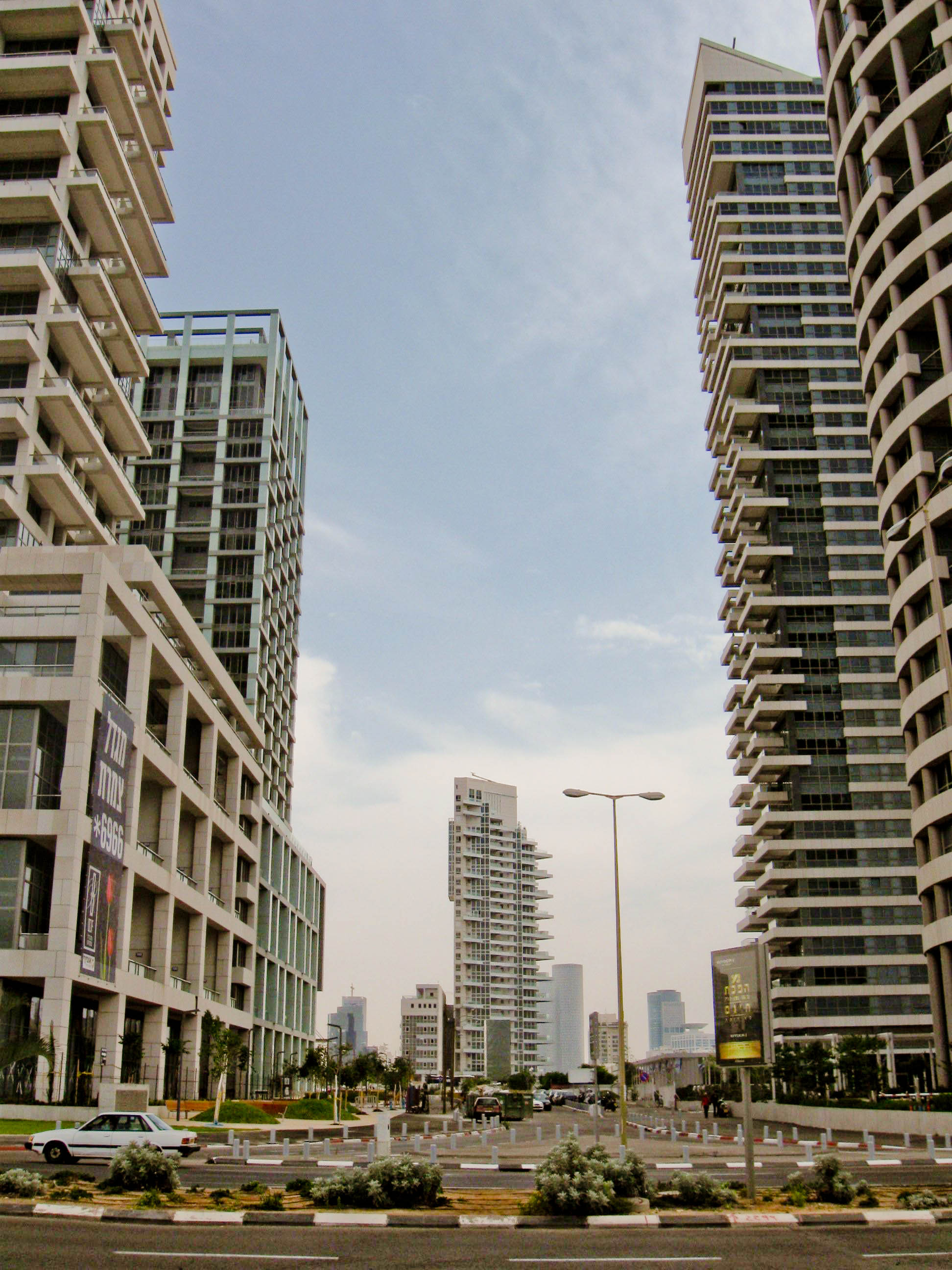
Północna część osiedla

Osiedle leży na nadmorskiej równinie Szaron. Jest położone we wschodniej części aglomeracji miejskiej Tel Awiwu, na południe od rzeki Jarkon. Północną granicę osiedla wyznacza ulica HaRav Shlomo Goren, za którą są osiedla Bawli i Giwat Amal Bet. Wschodnią granicę wyznacza autostrada Ayalon oraz rzeka Ajjalon, za którą jest miasto Ramat Gan. Południową granicę wyznaczaj ulica Ja'acov Dori, za którą jest osiedle Ha-Cafon ha-Chadasz. Na zachodzie, za ulicą Namir jest osiedle Ha-Cafon ha-Chadasz.

## Historia
Pierwotnie w miejscu tym znajdowała się arabska wioska Al-Jammasin al-Gharbi (arab. جمّاسين الغربي), utworzona w XVIII wieku przez Beduinów. W 1945 liczyła ona 1080 mieszkańców. Podczas Wojny domowej w Mandacie Palestyny wioska została otoczona przez osiedla i drogi kontrolowane przez siły żydowskie. Ze względu na trudne warunki życia w tej okrążonej arabskiej enklawie, większość mieszkańców wioski zdecydowała się na jej opuszczenie. 7 stycznia 1948 siły Hagany zmusiły pozostałych do opuszczenia wsi. Wioska została całkowicie opuszczona w dniu 17 marca 1948, kiedy to Hagana zajęła opuszczone domy.
We wrześniu 2002 zatwierdzono plan budowy nowoczesnego osiedla, w skład którego wejdzie 12 mieszkalnych drapaczy chmur. Kompleks mieszkalny jest wzorowany na podobnych projektach realizowanych w Londynie i Paryżu. Budowa wieżowców rozpoczęła się w 2005 i zostanie ukończona w 2013.

## Architektura
W osiedlu znajduje się dwanaście luksusowych mieszkalnych drapaczy chmur. Są one wybudowane na dwóch polach, oddzielonych od siebie szeroką aleją. Wzdłuż alei posadzono liczne drzewa.
W północnej części znajdują się: Manhattan Tower (wysokość 140 metrów), kompleks dwóch wieżowców Yoo Tel Aviv – Yoo Tel Aviv 1 (wysokość 128 metrów) i Yoo Tel Aviv 2 (wysokość 142 metrów) -, Aviv BaTzameret Tower (wysokość 108 metrów) i NAM Tower (wysokość 101 metrów).
W południowej części osiedla znajdują się: W-Tower (wysokość 156 metrów) i One Tower (wysokość 102 metrów). Trwa budowa kompleksu trzech wieżowców Habas Park Tzameret – W Boutique (wysokość 105 metrów), B.S.R. Tower 2 (wysokość 101 metrów) i B.S.R. Tower 3 (wysokość 101 metrów).
Jest tu także planowana budowa najwyższego wieżowca Park Tzameret Tower 12 (wysokość 168 metrów) i niższego Lavon (wysokość 101 metrów)

## Transport
Przy osiedlu przebiega droga ekspresowa nr 2  (Tel Awiw-Netanja-Hajfa) i autostrada nr 20  (Ayalon Highway).